# Chickcharnea fragilis
Chickcharnea fragilis là một loài ốc biển, là động vật thân mềm chân bụng sống ở biển trong họ Buccinidae.
Chickcharnea fragilis là loài duy nhất thuộc chi Chickcharnea.